# 埃爾普洛莫山

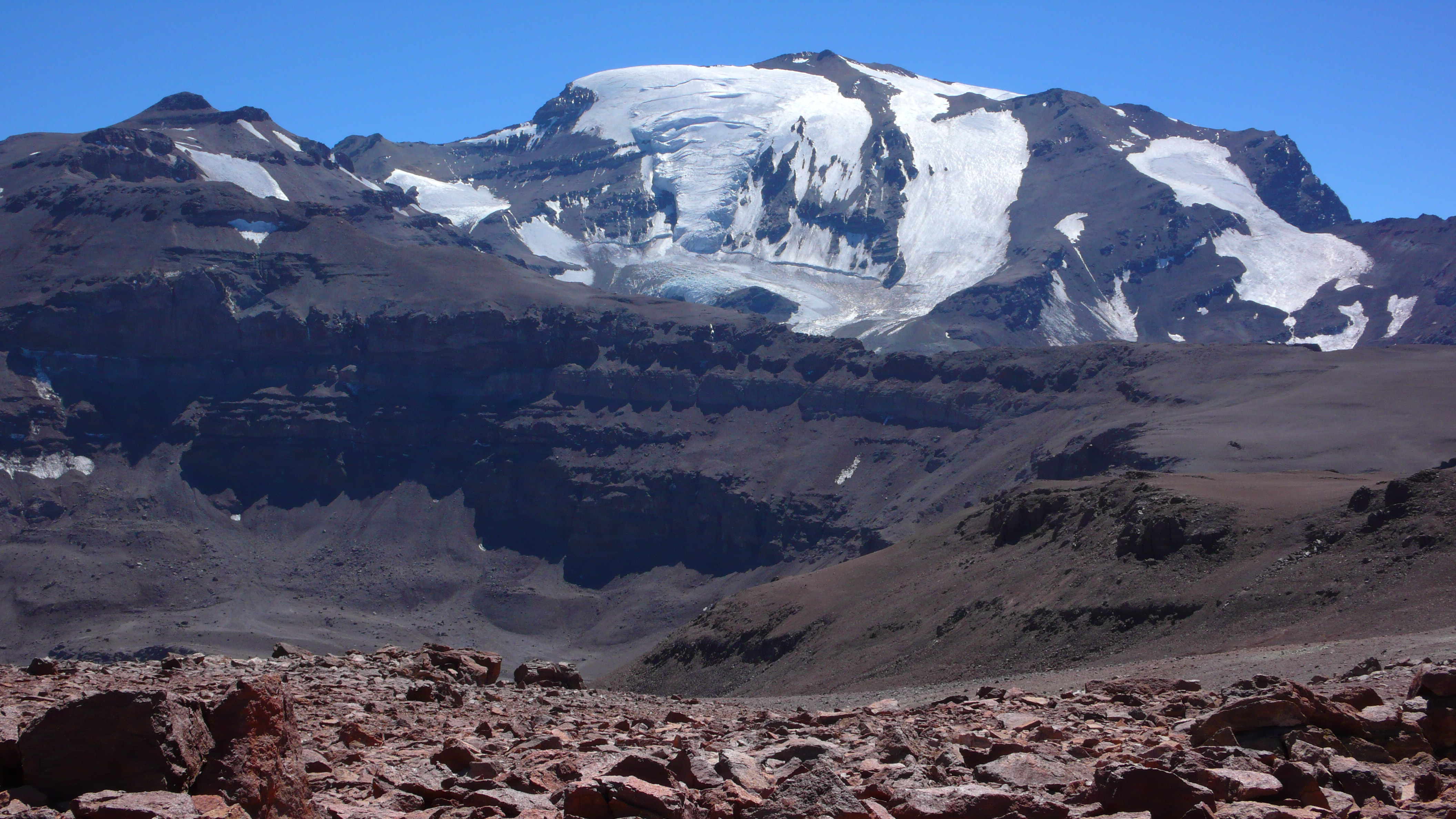

33°13′58″S 70°12′44″W / 33.23278°S 70.21222°W
埃爾普洛莫山（西班牙語：Cerro El Plomo），是智利的山峰，位於聖地亞哥首都大區，距離聖地亞哥-德智利東北面46公里，屬於安第斯山脈的一部分，海拔高度5,434米。

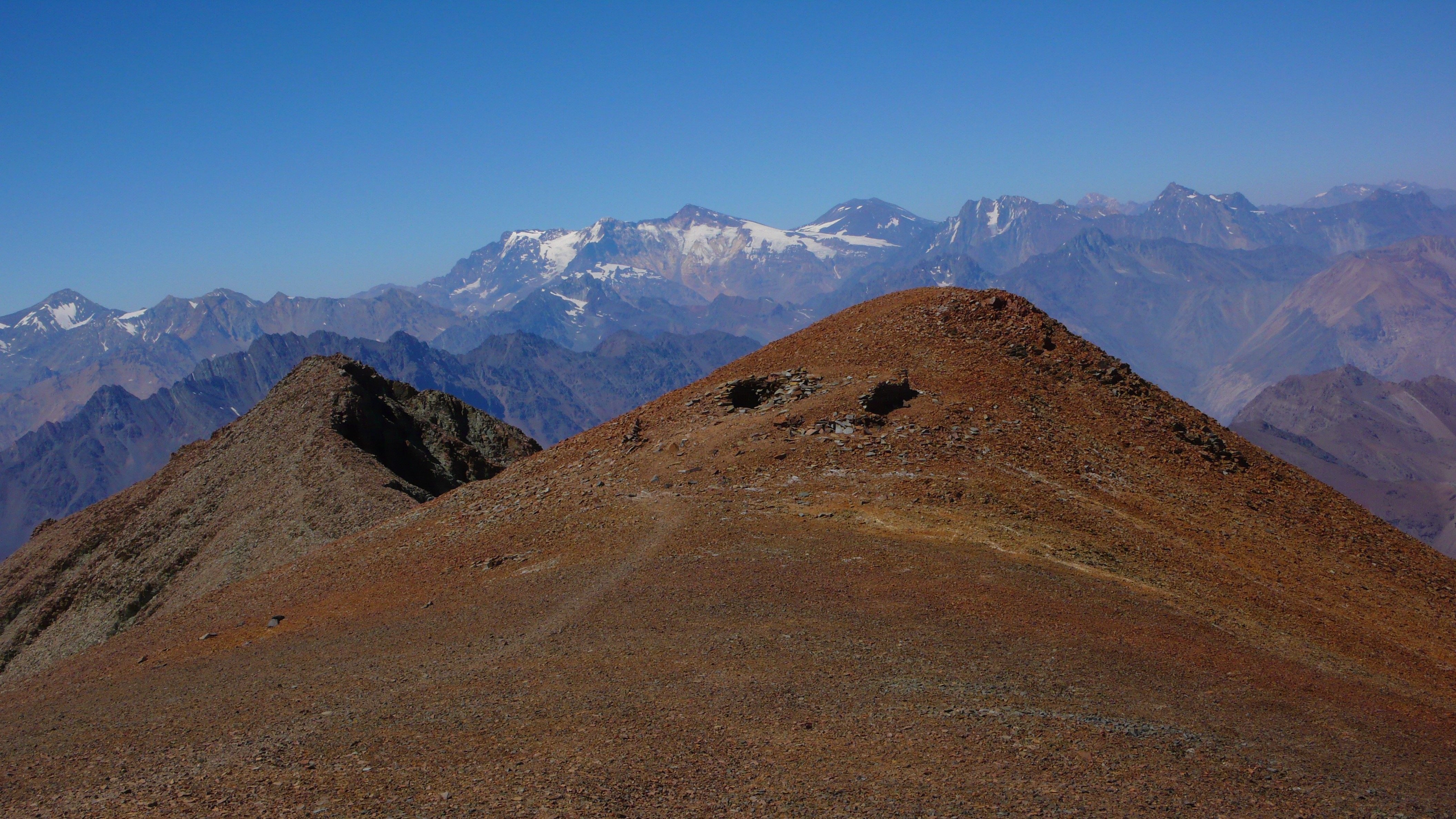